# Fatih Terim
Fatih Terim (Adana, 4 settembre 1953) è un dirigente sportivo, allenatore di calcio ed ex calciatore turco, di ruolo difensore.
Soprannominato Imperatore, è l'allenatore turco più vincente della storia del calcio, avendo conquistato diciassette trofei alla guida del Galatasaray: otto campionati nazionali, tre coppe nazionali, quattro supercoppe nazionali e una Coppa UEFA; tra il 2000 e il 2001 ha lavorato brevemente anche in Italia, con il ruolo di direttore tecnico, alla Fiorentina e al Milan, senza però ottenere grandi risultati.
Da commissario tecnico della nazionale turca ha partecipato a tre campionati d'Europa (Inghilterra 1996, Austria-Svizzera 2008 e Francia 2016), giungendo in semifinale nel 2008.
Nonostante il suo gioco notoriamente spumeggiante e spettacolare nel periodo italiano ha ricevuto sempre critiche pungenti dalla stampa, dato che in quegli anni era ancora molto presente l'uso del cosiddetto Catenaccio e per la maniacale attenzione alla fase difensiva dei tecnici italiani.

## Caratteristiche tecniche

### Allenatore
Agli esordi della sua carriera utilizzava sempre il modulo 4-1-4-1, salvo poi passare al 4-2-3-1. Propone un calcio offensivo e spettacolare, basato sul possesso palla e su un aggressivo pressing molto alto, caratteristica per la quale in Italia venne fortemente criticato, durante gli anni ha sempre valorizzato giocatori dall'alto tasso tecnico e dalla forte proiezione offensiva, punta molto sulla velocità degli esterni e dei terzini e sulla bravura dei centrocampisti nell'organizzare il gioco e nella gestione della palla, l'attaccante funge spesso come regista offensivo per favorire l'avanzata dei centrocampisti e i difensori si sganciano sempre in avanti per garantire il maggior numero possibile di uomini presenti nella trequarti avversaria. Con l'avanzare della carriera ha preferito passare al doppio mediano per garantire una maggior copertura in fase difensiva senza però lasciare la sua idea di gioco prevalentemente votato all'attacco.

## Carriera

### Giocatore

#### Club
Terim ha iniziato a giocare nel 1969 con l'Adana Demirspor Kulübü. A causa delle sue difficili condizioni economiche, all'epoca è stato l'unico giocatore a ricevere riservatamente dalla sua squadra 150 lire turche. Dopo tre anni è diventato capitano della squadra. Con l'Adana Demirspor ha conquistato la promozione in Türkiye 1.Lig nel 1973. In quel periodo Terim ha ricoperto il ruolo di attaccante, attirando l'attenzione di diverse grandi squadre.
Nel 1975 si è trasferito al Galatasaray in cui è rimasto per dieci anni, disputando 407 partite e realizzando 27 gol.

#### Nazionale
Terim è stato convocato per 51 volte nella Nazionale turca, capitanandola in 35 occasioni, e segnando 3 reti. Ha esordito il 30 aprile 1975 in Svizzera-Turchia 1-1 e ha realizzato la sua prima rete in nazionale il 18 marzo 1979 al 56º minuto di Turchia-Malta, fissando il risultato sul 2-1.

### Allenatore

#### Club

##### Gli inizi, Galatasaray e Fiorentina
Dopo essersi ritirato dal calcio giocato, Terim intraprende la carriera di allenatore. Nel 1987 viene ingaggiato dall'Ankaragücü, dove rimane per 18 mesi. In seguito guida il Göztepe per una stagione.
Terim passa dunque sulla panchina del Galatasaray. Negli anni successivi diviene il tecnico più vincente nella storia del club, vincendo quattro campionati e due coppe nazionali consecutive. A nobilitare il suo operato è inoltre il successo in Coppa UEFA nel 1999-2000, conseguito in finale contro l'Arsenal di Wenger.
Nell'estate 2000 firma per la Fiorentina. Dopo un avvio positivo, nei primi mesi del 2001, anche a causa delle difficili condizioni economiche in cui versa la società, entra in conflitto con il presidente Cecchi Gori e decide per le dimissioni.

##### Milan

Da sinistra: Andrea Pirlo, Rui Costa e Terim alla presentazione ufficiale del Milan prima della stagione 2001-2002

Ancor prima della conclusione del campionato 2000-2001 si accorda con il Milan, dove sostituisce, a partire dall'annata seguente, Cesare Maldini. L'inizio del campionato è caratterizzato da risultati altalenanti per i rossoneri, risultati che spingono la dirigenza ad esonerare il tecnico turco nel novembre 2001, dopo la sconfitta per 1-0 in casa del Torino, e a rimpiazzarlo con Carlo Ancelotti.

##### Ritorni al Galatasaray
Nell'estate del 2002 si accorda nuovamente con il Galatasaray. La seconda esperienza con il club non si rivela, tuttavia, proficua quanto la prima, tanto che, senza alcun risultato di rilievo ottenuto, Terim si dimette nel marzo 2004, a seguito dell'eliminazione in Coppa UEFA contro il Villarreal: a sostituirlo è il romeno Gheorghe Hagi.
Dopo l'esperienza da CT della nazionale turca, il 20 maggio 2011 torna ad allenare il Galatasaray. Con una rosa formata da giocatori che non hanno mai giocato tra loro in passato, vince lo scudetto turco nei play-off introdotti nel medesimo anno sotto il nome di Super Final. In questo modo Terim batte anche il record di vittorie come allenatore del Galatasaray. Con lui il Galatasaray vince il suo diciannovesimo trofeo. Il 24 settembre 2013 viene esonerato dall'incarico di allenatore della società turca.
Il 21 dicembre 2017 viene ufficializzato il suo ritorno come tecnico al Galatasaray, in sostituzione dell'esonerato Igor Tudor. Terim guida i suoi alla vittoria del titolo nazionale. Nella stagione 2018-2019 centra il double nazionale vincendo campionato (l'ottavo in bacheca per il tecnico) e Coppa di Turchia, a coronamento di un'ottima seconda parte di campionato: il Galatasaray non otteneva la doppietta dal 2000, sempre con Terim in panchina. Seguono un sesto e un secondo posto in campionato nelle due stagioni seguenti. Il 10 gennaio 2022 si dimette dopo la sconfitta casalinga in campionato contro il Giresunspor, lasciando la squadra al dodicesimo posto in classifica con 27 punti raccolti in 20 partite.

##### Panathīnaïkos e Al-Shabab
Il 26 dicembre 2023 firma un contratto di un anno e mezzo con il Panathīnaïkos, in quel momento secondo in classifica nel campionato greco a un punto dal PAOK. Rimane in lizza per il titolo prima di scivolare al quarto posto dopo tre sconfitte consecutive e si dimette nel maggio 2024, a una gara dalla conclusione del campionato.
Il 27 dicembre 2024 viene ingaggiato dall'Al-Shabab, club della Saudi Professional League, con cui firma un contratto di sei mesi con un'opzione per un anno aggiuntivo.
Dopo aver guidato la squadra al 6º posto finale in campionato, al termine della stagione lascia il club saudita.

### Nazionale

#### Nazionale Under-21 turca
Nel 1990 viene scelto da Sepp Piontek come suo assistente nella nazionale maggiore turca e contemporaneamente come allenatore della nazionale turca Under-21.

#### Nazionale turca
Dopo tre anni alla guida dell'Under-21 turca, viene nominato commissario tecnico della nazionale maggiore nel 1993. Sotto la guida di Terim la squadra riesce a qualificarsi al campionato d'Europa 1996, prima partecipazione a una fase finale di un campionato d'Europa nella storia della Turchia. Nella fase finale, tuttavia, la Turchia perde tutte e tre le partite senza segnare alcun gol, venendo eliminata al primo turno.
Nell'estate del 2005 viene nuovamente chiamato a ricoprire il ruolo di CT della nazionale turca, che sotto la sua guida conclude il girone eliminatorio di qualificazione al campionato del mondo del 2006 al secondo posto dietro l'Ucraina. Terim fallisce poi la qualificazione ai mondiale di Germania 2006 perdendo il doppio spareggio con la Svizzera (2-0 per gli svizzeri a Berna e 4-2 per i turchi a Istanbul, partita conclusasi in rissa).
Nel dicembre 2007 lo stipendio di Terim è oggetto di una discussione del parlamento turco. Sırrı Sakık, membro del DTP, riferisce che il salario di Terim ammonta a 130.000 nuove lire turche (circa 103.500 dollari), ossia 130 volte l'ingaggio minimo. Murat Başesgioğlu risponde che lo stipendio di Terim può essere discusso, ma farlo in parlamento potrebbe danneggiare la nazionale.
Il CT conduce la Turchia alla qualificazione al campionato d'Europa 2008, concludendo il proprio girone al secondo posto, alle spalle della Grecia. La Turchia viene poi inserita nel girone di Svizzera, Repubblica Ceca e Portogallo. Persa per 2-0 la prima partita contro il Portogallo, nella seconda batte la Svizzera per 2-1. Nella terza giornata sconfigge la Repubblica Ceca per 3-2, dopo essersi trovata in svantaggio per 2-0, qualificandosi così per i quarti di finale. Ai quarti incontra la Croazia, battuta per 3-1 ai rigori dopo lo 0-0 del tempi regolamentari e l'1-1 dei supplementari. In semifinale la Turchia, rimasta con pochi giocatori a causa di squalifiche e infortuni, affronta la Germania, che vince per 3-2 con un gol segnato nei minuti di recupero.
Rinnovato il contratto con la Federcalcio turca fino al 2012, nell'ottobre 2009 Terim incappa in una sconfitta nella partita-chiave delle eliminatorie del campionato del mondo 2010 contro il Belgio, fallendo dunque la qualificazione al mondiale sudafricano.
Il 23 agosto 2013 viene ufficializzata la sua nomina di CT della nazionale turca, che guida fino a giugno del 2017; gli subentra il 2 agosto dello stesso anno Mircea Lucescu. Si qualifica al campionato d'Europa 2016, dove la squadra viene eliminata al primo turno, ma non riesce a riportare la Turchia al mondiale, fallendo le qualificazioni al campionato del mondo 2014 e al campionato del mondo 2018.

## Statistiche

### Cronologia presenze e reti in nazionale
| Cronologia completa delle presenze e delle reti in nazionale ― Turchia | Cronologia completa delle presenze e delle reti in nazionale ― Turchia | Cronologia completa delle presenze e delle reti in nazionale ― Turchia | Cronologia completa delle presenze e delle reti in nazionale ― Turchia | Cronologia completa delle presenze e delle reti in nazionale ― Turchia | Cronologia completa delle presenze e delle reti in nazionale ― Turchia | Cronologia completa delle presenze e delle reti in nazionale ― Turchia | Cronologia completa delle presenze e delle reti in nazionale ― Turchia |
| Data                                                                   | Città                                                                  | In casa                                                                | Risultato                                                              | Ospiti                                                                 | Competizione                                                           | Reti                                                                   | Note                                                                   |
| ---------------------------------------------------------------------- | ---------------------------------------------------------------------- | ---------------------------------------------------------------------- | ---------------------------------------------------------------------- | ---------------------------------------------------------------------- | ---------------------------------------------------------------------- | ---------------------------------------------------------------------- | ---------------------------------------------------------------------- |
| 30-4-1975                                                              | Zurigo                                                                 | Svizzera                                                               | 1 – 1                                                                  | Turchia                                                                | Qual. Euro 1976                                                        | -                                                                      | ?’                                                                     |
| 12-10-1975                                                             | Bucarest                                                               | Romania                                                                | 2 – 2                                                                  | Turchia                                                                | Amichevole                                                             | -                                                                      |                                                                        |
| 29-10-1975                                                             | Dublino                                                                | Irlanda                                                                | 4 – 0                                                                  | Turchia                                                                | Qual. Euro 1976                                                        | -                                                                      |                                                                        |
| 23-11-1975                                                             | Smirne                                                                 | Turchia                                                                | 1 – 0                                                                  | Unione Sovietica                                                       | Qual. Euro 1976                                                        | -                                                                      |                                                                        |
| 20-12-1975                                                             | Istanbul                                                               | Turchia                                                                | 0 – 5                                                                  | Germania Ovest                                                         | Amichevole                                                             | -                                                                      |                                                                        |
| 8-2-1976                                                               | Baghdad                                                                | Iraq                                                                   | 0 – 0                                                                  | Turchia                                                                | Amichevole                                                             | -                                                                      | cap.                                                                   |
| 25-8-1976                                                              | Helsinki                                                               | Finlandia                                                              | 2 – 1                                                                  | Turchia                                                                | Amichevole                                                             | -                                                                      |                                                                        |
| 22-9-1976                                                              | Sofia                                                                  | Bulgaria                                                               | 2 – 2                                                                  | Turchia                                                                | Amichevole                                                             | -                                                                      |                                                                        |
| 13-10-1976                                                             | Istanbul                                                               | Turchia                                                                | 3 – 3                                                                  | Irlanda                                                                | Amichevole                                                             | -                                                                      |                                                                        |
| 31-10-1976                                                             | Ankara                                                                 | Turchia                                                                | 4 – 0                                                                  | Malta                                                                  | Qual. Mondiali 1978                                                    | -                                                                      |                                                                        |
| 17-11-1976                                                             | Dresda                                                                 | Germania Est                                                           | 1 – 1                                                                  | Turchia                                                                | Qual. Mondiali 1978                                                    | -                                                                      |                                                                        |
| 16-2-1977                                                              | Istanbul                                                               | Turchia                                                                | 2 – 0                                                                  | Bulgaria                                                               | Coppa dei Balcani                                                      | -                                                                      |                                                                        |
| 23-3-1977                                                              | Bucarest                                                               | Romania                                                                | 4 – 0                                                                  | Turchia                                                                | Coppa dei Balcani                                                      | -                                                                      |                                                                        |
| 6-4-1977                                                               | Ankara                                                                 | Turchia                                                                | 1 – 2                                                                  | Finlandia                                                              | Amichevole                                                             | -                                                                      |                                                                        |
| 17-4-1977                                                              | Vienna                                                                 | Austria                                                                | 1 – 0                                                                  | Turchia                                                                | Qual. Mondiali 1978                                                    | -                                                                      |                                                                        |
| 7-9-1977                                                               | Bratislava                                                             | Cecoslovacchia                                                         | 1 – 0                                                                  | Turchia                                                                | Amichevole                                                             | -                                                                      |                                                                        |
| 21-9-1977                                                              | Sofia                                                                  | Bulgaria                                                               | 3 – 1                                                                  | Turchia                                                                | Coppa dei Balcani                                                      | -                                                                      | cap.                                                                   |
| 30-10-1977                                                             | Smirne                                                                 | Turchia                                                                | 0 – 1                                                                  | Austria                                                                | Qual. Mondiali 1978                                                    | -                                                                      |                                                                        |
| 16-11-1977                                                             | Smirne                                                                 | Turchia                                                                | 1 – 2                                                                  | Germania Est                                                           | Qual. Mondiali 1978                                                    | -                                                                      |                                                                        |
| 23-9-1978                                                              | Firenze                                                                | Italia                                                                 | 1 – 0                                                                  | Turchia                                                                | Amichevole                                                             | -                                                                      |                                                                        |
| 5-10-1978                                                              | Ankara                                                                 | Turchia                                                                | 0 – 2                                                                  | Unione Sovietica                                                       | Amichevole                                                             | -                                                                      |                                                                        |
| 29-11-1978                                                             | Wrexham                                                                | Galles                                                                 | 1 – 0                                                                  | Turchia                                                                | Qual. Euro 1980                                                        | -                                                                      | cap.                                                                   |
| 28-2-1979                                                              | Bursa                                                                  | Turchia                                                                | 0 – 1                                                                  | Algeria                                                                | Amichevole                                                             | -                                                                      | cap.                                                                   |
| 18-3-1979                                                              | Smirne                                                                 | Turchia                                                                | 2 – 1                                                                  | Malta                                                                  | Qual. Euro 1980                                                        | 1                                                                      | cap. 89’                                                               |
| 1-4-1979                                                               | Smirne                                                                 | Turchia                                                                | 0 – 0                                                                  | Germania Ovest                                                         | Qual. Euro 1980                                                        | -                                                                      |                                                                        |
| 28-10-1979                                                             | Gżira                                                                  | Malta                                                                  | 1 – 2                                                                  | Turchia                                                                | Qual. Euro 1980                                                        | -                                                                      | cap.                                                                   |
| 21-11-1979                                                             | Smirne                                                                 | Turchia                                                                | 1 – 0                                                                  | Galles                                                                 | Qual. Euro 1980                                                        | -                                                                      | cap.                                                                   |
| 22-12-1979                                                             | Gelsenkirchen                                                          | Germania Ovest                                                         | 2 – 0                                                                  | Turchia                                                                | Qual. Euro 1980                                                        | -                                                                      | cap.                                                                   |
| 24-9-1980                                                              | Smirne                                                                 | Turchia                                                                | 1 – 3                                                                  | Islanda                                                                | Qual. Mondiali 1982                                                    | 1                                                                      | cap.                                                                   |
| 1-10-1980                                                              | Smirne                                                                 | Turchia                                                                | 1 – 2                                                                  | Libia                                                                  | Giochi islamici 1980                                                   | -                                                                      | cap.                                                                   |
| 3-10-1980                                                              | Smirne                                                                 | Turchia                                                                | 3 – 0                                                                  | Arabia Saudita                                                         | Giochi islamici 1980                                                   | -                                                                      | cap.                                                                   |
| 5-10-1980                                                              | Smirne                                                                 | Turchia                                                                | 3 – 0                                                                  | Malaysia                                                               | Giochi islamici 1980                                                   | -                                                                      | cap.                                                                   |
| 15-10-1980                                                             | Cardiff                                                                | Galles                                                                 | 4 – 0                                                                  | Turchia                                                                | Qual. Mondiali 1982                                                    | -                                                                      | cap. 54’                                                               |
| 15-4-1981                                                              | Istanbul                                                               | Turchia                                                                | 0 – 3                                                                  | Cecoslovacchia                                                         | Qual. Mondiali 1982                                                    | -                                                                      | cap.                                                                   |
| 9-9-1981                                                               | Reykjavík                                                              | Islanda                                                                | 2 – 0                                                                  | Turchia                                                                | Qual. Mondiali 1982                                                    | -                                                                      | cap.                                                                   |
| 23-9-1981                                                              | Mosca                                                                  | Unione Sovietica                                                       | 4 – 0                                                                  | Turchia                                                                | Qual. Mondiali 1982                                                    | -                                                                      | cap.                                                                   |
| 7-10-1981                                                              | Smirne                                                                 | Turchia                                                                | 0 – 3                                                                  | Unione Sovietica                                                       | Qual. Mondiali 1982                                                    | -                                                                      | cap.                                                                   |
| 27-10-1982                                                             | Smirne                                                                 | Turchia                                                                | 1 – 0                                                                  | Albania                                                                | Qual. Euro 1984                                                        | -                                                                      | cap.                                                                   |
| 17-11-1982                                                             | Vienna                                                                 | Austria                                                                | 4 – 0                                                                  | Turchia                                                                | Qual. Euro 1984                                                        | -                                                                      | cap.                                                                   |
| 22-12-1982                                                             | Istanbul                                                               | Turchia                                                                | 0 – 1                                                                  | Bulgaria                                                               | Amichevole                                                             | -                                                                      | cap.                                                                   |
| 29-1-1983                                                              | Istanbul                                                               | Turchia                                                                | 1 – 1                                                                  | Romania                                                                | Amichevole                                                             | -                                                                      | cap.                                                                   |
| 9-3-1983                                                               | Târgu Mureș                                                            | Romania                                                                | 3 – 1                                                                  | Turchia                                                                | Amichevole                                                             | -                                                                      | cap.                                                                   |
| 30-3-1983                                                              | Belfast                                                                | Irlanda del Nord                                                       | 2 – 1                                                                  | Turchia                                                                | Qual. Euro 1984                                                        | -                                                                      | cap.                                                                   |
| 23-4-1983                                                              | Smirne                                                                 | Turchia                                                                | 0 – 3                                                                  | Germania Ovest                                                         | Qual. Euro 1984                                                        | -                                                                      | cap.                                                                   |
| 11-5-1983                                                              | Tirana                                                                 | Albania                                                                | 1 – 1                                                                  | Turchia                                                                | Qual. Euro 1984                                                        | -                                                                      | cap.                                                                   |
| 12-10-1983                                                             | Ankara                                                                 | Turchia                                                                | 1 – 0                                                                  | Irlanda del Nord                                                       | Qual. Euro 1984                                                        | 1                                                                      | cap.                                                                   |
| 26-10-1983                                                             | Berlino Ovest                                                          | Germania Ovest                                                         | 5 – 1                                                                  | Turchia                                                                | Qual. Euro 1984                                                        | -                                                                      | cap.                                                                   |
| 16-11-1983                                                             | Istanbul                                                               | Turchia                                                                | 3 – 1                                                                  | Austria                                                                | Qual. Euro 1984                                                        | -                                                                      | cap.                                                                   |
| 3-3-1984                                                               | Istanbul                                                               | Turchia                                                                | 1 – 2                                                                  | Italia                                                                 | Amichevole                                                             | -                                                                      | cap.                                                                   |
| 11-3-1984                                                              | Esch-sur-Alzette                                                       | Lussemburgo                                                            | 1 – 3                                                                  | Turchia                                                                | Amichevole                                                             | -                                                                      | cap.                                                                   |
| 4-4-1985                                                               | Istanbul                                                               | Turchia                                                                | 0 – 6                                                                  | Ungheria                                                               | Amichevole                                                             | -                                                                      | cap.                                                                   |
| Totale                                                                 |                                                                        | Presenze                                                               | 51                                                                     |                                                                        | Reti                                                                   | 3                                                                      |                                                                        |

### Statistiche da allenatore

#### Club
Statistiche aggiornate al 30 giugno 2025.
| Stagione            | Squadra            | Campionato         | Campionato | Campionato | Campionato | Campionato | Coppe nazionali | Coppe nazionali | Coppe nazionali | Coppe nazionali | Coppe nazionali | Coppe continentali | Coppe continentali | Coppe continentali | Coppe continentali | Coppe continentali | Altre coppe | Altre coppe | Altre coppe | Altre coppe | Altre coppe | Totale | Totale | Totale | Totale | % Vittorie | Piazzamento  |
| Stagione            | Squadra            | Comp               | G          | V          | N          | P          | Comp            | G               | V               | N               | P               | Comp               | G                  | V                  | N                  | P                  | Comp        | G           | V           | N           | P           | G      | V      | N      | P      | %          | Piazzamento  |
| ------------------- | ------------------ | ------------------ | ---------- | ---------- | ---------- | ---------- | --------------- | --------------- | --------------- | --------------- | --------------- | ------------------ | ------------------ | ------------------ | ------------------ | ------------------ | ----------- | ----------- | ----------- | ----------- | ----------- | ------ | ------ | ------ | ------ | ---------- | ------------ |
| 1987-1988           | Ankaragücü         | T.1L               | 38         | 11         | 13         | 14         | TK              | 8               | 5               | 2               | 1               | -                  | -                  | -                  | -                  | -                  | -           | -           | -           | -           | -           | 46     | 16     | 15     | 15     | 34,78      | 13º          |
| 1988-1989           | Ankaragücü         | T.1L               | 36         | 17         | 9          | 10         | TK              | 4               | 2               | 0               | 2               | -                  | -                  | -                  | -                  | -                  | -           | -           | -           | -           | -           | 42     | 19     | 9      | 12     | 45,24      | 6º           |
| Totale Ankaragücü   | Totale Ankaragücü  | Totale Ankaragücü  | 74         | 28         | 22         | 24         |                 | 12              | 7               | 2               | 3               |                    | -                  | -                  | -                  | -                  |             | -           | -           | -           | -           | 86     | 35     | 24     | 27     | 40,70      |              |
| 1989-1990           | Göztepe            | TFF                | 32         | 18         | 9          | 5          | TK              | 1               | 0               | 0               | 1               | -                  | -                  | -                  | -                  | -                  | -           | -           | -           | -           | -           | 33     | 18     | 9      | 6      | 54,55      | 2º           |
| 1996-1997           | Galatasaray        | T.1L               | 34         | 25         | 7          | 2          | TK              | 1               | 0               | 1               | 0               | CdC                | 4                  | 3                  | 0                  | 1                  | ST          | 1           | 1           | 0           | 0           | 40     | 29     | 8      | 3      | 72,50      | 1º           |
| 1997-1998           | Galatasaray        | T.1L               | 34         | 23         | 6          | 5          | TK              | 8               | 3               | 4               | 1               | UCL                | 8                  | 3                  | 1                  | 4                  | ST          | 1           | 1           | 0           | 0           | 51     | 30     | 11     | 10     | 58,82      | 1º           |
| 1998-1999           | Galatasaray        | T.1L               | 34         | 23         | 9          | 2          | TK              | 8               | 5               | 2               | 1               | UCL                | 8                  | 4                  | 2                  | 2                  | ST          | 1           | 0           | 0           | 1           | 51     | 32     | 13     | 6      | 62,75      | 1º           |
| 1999-2000           | Galatasaray        | T.1L               | 34         | 24         | 7          | 3          | TK              | 5               | 5               | 0               | 0               | UCL+CU             | 8+9                | 4+5                | 1+4                | 3+0                | -           | -           | -           | -           | -           | 56     | 38     | 12     | 6      | 67,86      | 1º           |
| 2000-feb. 2001      | Fiorentina         | A                  | 20         | 6          | 9          | 5          | CI              | 6               | 4               | 1               | 1               | CU                 | 2                  | 0                  | 1                  | 1                  | -           | -           | -           | -           | -           | 28     | 10     | 11     | 7      | 35,71      | Eson.        |
| lug.-nov. 2001      | Milan              | A                  | 9          | 4          | 3          | 2          | CI              | -               | -               | -               | -               | CU                 | 4                  | 4                  | 0                  | 0                  | -           | -           | -           | -           | -           | 13     | 8      | 3      | 2      | 61,54      | Eson.        |
| 2002-2003           | Galatasaray        | T.1L               | 34         | 24         | 5          | 5          | TK              | 3               | 2               | 0               | 1               | UCL                | 6                  | 1                  | 1                  | 4                  | -           | -           | -           | -           | -           | 43     | 27     | 6      | 10     | 62,79      | 2º           |
| 2003-mar. 2004      | Galatasaray        | T.1L               | 23         | 10         | 8          | 5          | TK              | 2               | 1               | 0               | 1               | UCL+CU             | 8+2                | 4+0                | 1+1                | 3+1                | -           | -           | -           | -           | -           | 35     | 15     | 10     | 10     | 42,86      | Eson.        |
| 2011-2012           | Galatasaray        | SL                 | 40         | 25         | 11         | 4          | TK              | 2               | 1               | 0               | 1               | -                  | -                  | -                  | -                  | -                  | -           | -           | -           | -           | -           | 42     | 26     | 11     | 5      | 61,90      | 1º           |
| 2012-2013           | Galatasaray        | SL                 | 34         | 21         | 8          | 5          | TK              | 2               | 1               | 0               | 1               | UCL                | 10                 | 5                  | 2                  | 3                  | ST          | 1           | 1           | 0           | 0           | 47     | 28     | 10     | 9      | 59,57      | 1º           |
| lug.-set. 2013      | Galatasaray        | SL                 | 5          | 2          | 3          | 0          | TK              | -               | -               | -               | -               | UCL                | 1                  | 0                  | 0                  | 1                  | ST          | 1           | 1           | 0           | 0           | 7      | 3      | 3      | 1      | 42,86      | Eson.        |
| dic. 2017-2018      | Galatasaray        | SL                 | 18         | 14         | 1          | 3          | TK              | 6               | 4               | 1               | 1               | UEL                | -                  | -                  | -                  | -                  | -           | -           | -           | -           | -           | 24     | 18     | 2      | 4      | 75,00      | Sub., 1º     |
| 2018-2019           | Galatasaray        | SL                 | 34         | 20         | 9          | 5          | TK              | 9               | 6               | 2               | 1               | UCL+UEL            | 6+2                | 1+0                | 1+1                | 4+1                | ST          | 1           | 0           | 1           | 0           | 52     | 27     | 14     | 11     | 51,92      | 1º           |
| 2019-2020           | Galatasaray        | SL                 | 34         | 15         | 11         | 8          | TK              | 6               | 3               | 1               | 2               | UCL                | 6                  | 0                  | 2                  | 4                  | ST          | 1           | 1           | 0           | 0           | 47     | 19     | 14     | 14     | 40,43      | 6º           |
| 2020-2021           | Galatasaray        | SL                 | 40         | 26         | 6          | 8          | TK              | 3               | 1               | 1               | 1               | UEL                | 3                  | 2                  | 0                  | 1                  | -           | -           | -           | -           | -           | 46     | 29     | 7      | 10     | 63,04      | 2º           |
| 2021-gen. 2022      | Galatasaray        | SL                 | 19         | 7          | 6          | 6          | TK              | 1               | 0               | 1               | 0               | UCL+UEL            | 2+10               | 0+5                | 0+5                | 2+0                | -           | -           | -           | -           | -           | 32     | 12     | 12     | 8      | 37,50      | Eson.        |
| Totale Galatasaray  | Totale Galatasaray | Totale Galatasaray | 417        | 259        | 97         | 61         |                 | 56              | 32              | 13              | 11              |                    | 93                 | 37                 | 22                 | 34                 |             | 7           | 5           | 1           | 1           | 573    | 333    | 133    | 107    | 58,12      |              |
| dic. 2023-mag. 2024 | Panathīnaïkos      | SL                 | 20         | 11         | 4          | 5          | CG              | 6               | 2               | 3               | 1               | UCL+UEL            | -                  | -                  | -                  | -                  | -           | -           | -           | -           | -           | 26     | 13     | 7      | 6      | 50,00      | Sub., Dimis. |
| dic. 2024-2025      | Al-Shabab          | SPL                | 19         | 10         | 4          | 5          | KC              | 2               | 1               | 0               | 1               | -                  | -                  | -                  | -                  | -                  | -           | -           | -           | -           | -           | 21     | 11     | 4      | 6      | 52,38      | Sub., 6º     |
| Totale carriera     | Totale carriera    | Totale carriera    | 591        | 336        | 148        | 107        |                 | 83              | 46              | 19              | 18              |                    | 99                 | 41                 | 23                 | 35                 |             | 7           | 5           | 1           | 1           | 780    | 428    | 191    | 161    | 54,87      |              |

#### Nazionale turca nel dettaglio
| Stagione                     | Squadra                      | Competizione                 | Piazzamento                  | Andamento | Andamento | Andamento | Andamento | Andamento  | Reti | Reti | Reti |
| Stagione                     | Squadra                      | Competizione                 | Piazzamento                  | Giocate   | Vittorie  | Pareggi   | Sconfitte | % Vittorie | GF   | GS   | DR   |
| ---------------------------- | ---------------------------- | ---------------------------- | ---------------------------- | --------- | --------- | --------- | --------- | ---------- | ---- | ---- | ---- |
| 1993                         | Turchia                      | Qual. Mondiale               | Non qualificato              | 2         | 2         | 0         | 0         | 100,00&    | 4    | 2    | +2   |
| 1994                         | Turchia                      | Qual. Europeo                | Qualificato                  | 3         | 1         | 1         | 1         | 33,33      | 8    | 4    | +4   |
| 1995                         | Turchia                      | Qual. Europeo                | Qualificato                  | 5         | 3         | 2         | 0         | 60,00      | 8    | 4    | +4   |
| 1996                         | Turchia                      | Europeo                      | Fase a gironi                | 3         | 0         | 0         | 3         | &0,00      | 0    | 5    | -5   |
| Dal 1993 al 1996             | Turchia                      | Amichevoli                   |                              | 22        | 12        | 6         | 4         | 54,55      | 29   | 22   | +7   |
| Totale Turchia (1º incarico) | Totale Turchia (1º incarico) | Totale Turchia (1º incarico) | Totale Turchia (1º incarico) | 34        | 17        | 9         | 8         | 50,00      | 49   | 37   | +12  |
| 2005                         | Turchia                      | Qual. Mondiale               | Non qualificato              | 2         | 2         | 0         | 0         | 100,00&    | 2    | 0    | +2   |
| 2006                         | Turchia                      | Qual. Mondiale               | Non qualificato              | 2         | 1         | 0         | 1         | 50,00      | 4    | 4    | 0    |
| 2006                         | Turchia                      | Qual. Europeo                | Qualificato                  | 3         | 3         | 0         | 0         | 100,00&    | 8    | 0    | +8   |
| 2007                         | Turchia                      | Qual. Europeo                | Qualificato                  | 9         | 4         | 3         | 2         | 44,44      | 17   | 11   | +6   |
| 2008                         | Turchia                      | Europeo                      | Semifinale                   | 5         | 2         | 1         | 2         | 40,00      | 8    | 9    | -1   |
| 2009                         | Turchia                      | Qual. Mondiale               | Non qualificato              | 4         | 2         | 2         | 0         | 50,00      | 5    | 2    | +3   |
| 2010                         | Turchia                      | Qual. Mondiale               | Non qualificato              | 6         | 2         | 1         | 3         | 33,33      | 8    | 8    | 0    |
| Dal 2005 al 2010             | Turchia                      | Amichevoli                   |                              | 26        | 10        | 10        | 6         | 38,46      | 29   | 22   | +7   |
| Totale Turchia (2º incarico) | Totale Turchia (2º incarico) | Totale Turchia (2º incarico) | Totale Turchia (2º incarico) | 57        | 26        | 17        | 14        | 45,61      | 81   | 56   | +25  |
| 2014                         | Turchia                      | Qual. Mondiale               | Non qualificato              | 4         | 3         | 0         | 1         | 75,00      | 9    | 2    | +7   |
| 2014                         | Turchia                      | Qual. Europeo                | Qualificato                  | 4         | 1         | 1         | 2         | 25,00      | 5    | 7    | -2   |
| 2015                         | Turchia                      | Qual. Europeo                | Qualificato                  | 6         | 4         | 2         | 0         | 66,67      | 9    | 2    | +7   |
| 2016                         | Turchia                      | Europeo                      | Fase a gironi                | 3         | 1         | 0         | 2         | 33,33      | 2    | 4    | -2   |
| 2016                         | Turchia                      | Qual. Mondiale               | Non qualificato              | 4         | 1         | 2         | 1         | 25,00      | 5    | 5    | 0    |
| 2017                         | Turchia                      | Qual. Mondiale               | Non qualificato              | 2         | 2         | 0         | 0         | 100,00&    | 6    | 1    | +5   |
| Dal 2013 al 2017             | Turchia                      | Amichevoli                   |                              | 21        | 15        | 3         | 3         | 71,43      | 36   | 18   | +18  |
| Totale Turchia (3º incarico) | Totale Turchia (3º incarico) | Totale Turchia (3º incarico) | Totale Turchia (3º incarico) | 44        | 27        | 8         | 9         | 61,36      | 72   | 39   | +33  |
| Totale Turchia               | Totale Turchia               | Totale Turchia               | Totale Turchia               | 135       | 70        | 34        | 31        | 51,85      | 202  | 132  | +70  |

#### Panchine da commissario tecnico della nazionale turca
| Cronologia completa delle presenze e delle reti in nazionale ― Turchia | Cronologia completa delle presenze e delle reti in nazionale ― Turchia | Cronologia completa delle presenze e delle reti in nazionale ― Turchia | Cronologia completa delle presenze e delle reti in nazionale ― Turchia | Cronologia completa delle presenze e delle reti in nazionale ― Turchia | Cronologia completa delle presenze e delle reti in nazionale ― Turchia | Cronologia completa delle presenze e delle reti in nazionale ― Turchia | Cronologia completa delle presenze e delle reti in nazionale ― Turchia |
| Data                                                                   | Città                                                                  | In casa                                                                | Risultato                                                              | Ospiti                                                                 | Competizione                                                           | Reti                                                                   | Note                                                                   |
| ---------------------------------------------------------------------- | ---------------------------------------------------------------------- | ---------------------------------------------------------------------- | ---------------------------------------------------------------------- | ---------------------------------------------------------------------- | ---------------------------------------------------------------------- | ---------------------------------------------------------------------- | ---------------------------------------------------------------------- |
| 27-10-1993                                                             | Istanbul                                                               | Turchia                                                                | 2 – 1                                                                  | Polonia                                                                | Qual. Mondiali 1994                                                    | Hakan Sükür Bülent Uygun                                               | Cap: O.Cetin                                                           |
| 10-11-1993                                                             | Istanbul                                                               | Turchia                                                                | 2 – 1                                                                  | Norvegia                                                               | Qual. Mondiali 1994                                                    | 2 Ertugrul Saglam                                                      | Cap: O.Cetin                                                           |
| 23-2-1994                                                              | Istanbul                                                               | Turchia                                                                | 1 – 4                                                                  | Rep. Ceca                                                              | Amichevole                                                             | Ertugrul Saglam                                                        | Cap: O.Cetin                                                           |
| 20-4-1994                                                              | Bursa                                                                  | Turchia                                                                | 0 – 1                                                                  | Russia                                                                 | Amichevole                                                             | -                                                                      | Cap: G.Keskin                                                          |
| 31-8-1994                                                              | Skopje                                                                 | Macedonia                                                              | 0 – 2                                                                  | Turchia                                                                | Amichevole                                                             | autorete Arif Erdem                                                    | Cap: O.Cetin                                                           |
| 7-9-1994                                                               | Budapest                                                               | Ungheria                                                               | 2 – 2                                                                  | Turchia                                                                | Qual. Euro 1996                                                        | Hakan Sükür Bülent Korkmaz                                             | Cap: O.Cetin                                                           |
| 12-10-1994                                                             | Istanbul                                                               | Turchia                                                                | 5 – 0                                                                  | Islanda                                                                | Qual. Euro 1996                                                        | 2 Saffet Sancakli 2 Hakan Sükür Sergen Yalcin                          | Cap: O.Cetin                                                           |
| 14-12-1994                                                             | Istanbul                                                               | Turchia                                                                | 1 – 2                                                                  | Svizzera                                                               | Qual. Euro 1996                                                        | Recep Cetin                                                            | Cap: O.Cetin                                                           |
| 21-12-1994                                                             | Pescara                                                                | Italia                                                                 | 3 – 1                                                                  | Turchia                                                                | Amichevole                                                             | Tolunay Kafkas                                                         | Cap: O.Cetin                                                           |
| 15-2-1995                                                              | Smirne                                                                 | Turchia                                                                | 1 – 1                                                                  | Romania                                                                | Amichevole                                                             | Saffet Sancakli                                                        | Cap: O.Cetin                                                           |
| 8-3-1995                                                               | Istanbul                                                               | Turchia                                                                | 2 – 1                                                                  | Israele                                                                | Amichevole                                                             | Aykut Kocaman Suat Kaya                                                | Cap: O.Cetin                                                           |
| 29-3-1995                                                              | Istanbul                                                               | Turchia                                                                | 2 – 1                                                                  | Svezia                                                                 | Qual. Euro 1996                                                        | Emre Asik Sergen Yalcin                                                | Cap: M.Tekin                                                           |
| 26-4-1995                                                              | Berna                                                                  | Svizzera                                                               | 1 – 2                                                                  | Turchia                                                                | Qual. Euro 1996                                                        | Hakan Sükür Ogün Temizkanoğlu                                          | Cap: O.Cetin                                                           |
| 4-6-1995                                                               | Toronto                                                                | Canada                                                                 | 1 – 3                                                                  | Turchia                                                                | Amichevole                                                             | Alpay Özalan Ogün Temizkanoğlu Ertugrul Saglam                         | Cap: O.Cetin                                                           |
| 7-6-1995                                                               | Montreal                                                               | Canada                                                                 | 0 – 3                                                                  | Turchia                                                                | Amichevole                                                             | Sergen Yalcin Ogün Temizkanoğlu Ertugrul Saglam                        | Cap: B.Korkmaz                                                         |
| 11-6-1995                                                              | Toronto                                                                | Honduras                                                               | 0 – 1                                                                  | Turchia                                                                | Amichevole                                                             | Tolunay Kafkas                                                         | Cap: O.Cetin                                                           |
| 17-6-1995                                                              | Iquique                                                                | Paraguay                                                               | 0 – 0                                                                  | Turchia                                                                | Amichevole                                                             | -                                                                      | Cap: O.Cetin                                                           |
| 20-6-1995                                                              | Coquimbo                                                               | Nuova Zelanda                                                          | 1 – 2                                                                  | Turchia                                                                | Amichevole                                                             | 2 Ertugrul Saglam                                                      | Cap: O.Cetin                                                           |
| 22-6-1995                                                              | Santiago del Cile                                                      | Cile                                                                   | 0 – 0                                                                  | Turchia                                                                | Amichevole                                                             | -                                                                      | Cap: O.Cetin                                                           |
| 30-8-1995                                                              | Istanbul                                                               | Turchia                                                                | 2 – 1                                                                  | Macedonia                                                              | Amichevole                                                             | Ogün Temizkanoğlu Hami Mandirali                                       | Cap: O.Cetin                                                           |
| 6-9-1995                                                               | Istanbul                                                               | Turchia                                                                | 2 – 0                                                                  | Ungheria                                                               | Qual. Euro 1996                                                        | 2 Hakan Sükür                                                          | Cap: O.Cetin                                                           |
| 4-10-1995                                                              | Helsinki                                                               | Finlandia                                                              | 0 – 0                                                                  | Turchia                                                                | Amichevole                                                             | -                                                                      | Cap: O.Cetin                                                           |
| 11-10-1995                                                             | Reykjavík                                                              | Islanda                                                                | 0 – 0                                                                  | Turchia                                                                | Qual. Euro 1996                                                        | -                                                                      | Cap: O.Cetin                                                           |
| 15-11-1995                                                             | Stoccolma                                                              | Svezia                                                                 | 2 – 2                                                                  | Turchia                                                                | Qual. Euro 1996                                                        | Hakan Sükür autorete                                                   | Cap: O.Cetin                                                           |
| 14-2-1996                                                              | Istanbul                                                               | Turchia                                                                | 3 – 2                                                                  | Bielorussia                                                            | Amichevole                                                             | 2 Ertugrul Saglam 2 (rig.) Kemalettin Şentürk                          | Cap: O.Cetin                                                           |
| 26-3-1996                                                              | Ostrava                                                                | Rep. Ceca                                                              | 3 – 0                                                                  | Turchia                                                                | Amichevole                                                             | -                                                                      | Cap: O.Cetin                                                           |
| 9-4-1996                                                               | Baku                                                                   | Azerbaigian                                                            | 0 – 1                                                                  | Turchia                                                                | Amichevole                                                             | Rahim Zafer                                                            | Cap: F.Yigit                                                           |
| 1-5-1996                                                               | Samsun                                                                 | Turchia                                                                | 3 – 2                                                                  | Ucraina                                                                | Amichevole                                                             | Hakan Sükür Faruk Yigit Tugay Kerimoglu                                | Cap: T.Kerimoglu                                                       |
| 29-5-1996                                                              | Tallinn                                                                | Estonia                                                                | 0 – 0                                                                  | Turchia                                                                | Amichevole                                                             | -                                                                      | Cap: O.Cetin                                                           |
| 2-6-1996                                                               | Helsinki                                                               | Finlandia                                                              | 1 – 2                                                                  | Turchia                                                                | Amichevole                                                             | Tugay Kerimoglu Saffet Sancakli                                        | Cap: R.Cetin                                                           |
| 11-6-1996                                                              | Nottingham                                                             | Turchia                                                                | 0 – 1                                                                  | Croazia                                                                | Euro 1996 - 1º turno                                                   | -                                                                      | Cap: O.Temizkanoglu                                                    |
| 14-6-1996                                                              | Nottingham                                                             | Portogallo                                                             | 1 – 0                                                                  | Turchia                                                                | Euro 1996 - 1º turno                                                   | -                                                                      | Cap: O.Cetin                                                           |
| 19-6-1996                                                              | Sheffield                                                              | Turchia                                                                | 0 – 3                                                                  | Danimarca                                                              | Euro 1996 - 1º turno                                                   | -                                                                      | Cap: R.Cetin                                                           |
| 17-8-2005                                                              | Sofia                                                                  | Bulgaria                                                               | 3 – 1                                                                  | Turchia                                                                | Amichevole                                                             | Fatih Tekke                                                            | Cap: B.Korkmaz                                                         |
| 3-9-2005                                                               | Istanbul                                                               | Turchia                                                                | 2 – 2                                                                  | Danimarca                                                              | Qual. Mondiali 2006                                                    | Okan Buruk Tümer Metin                                                 | Cap: H.Sükür                                                           |
| 7-9-2005                                                               | Kiev                                                                   | Ucraina                                                                | 0 – 1                                                                  | Turchia                                                                | Qual. Mondiali 2006                                                    | Tümer Metin                                                            | Cap: H.Sükür                                                           |
| 8-10-2005                                                              | Istanbul                                                               | Turchia                                                                | 2 – 1                                                                  | Germania                                                               | Amichevole                                                             | Halil Altintop Nuri Sahin                                              | Cap: A.Ozalan                                                          |
| 12-10-2005                                                             | Tirana                                                                 | Albania                                                                | 0 – 1                                                                  | Turchia                                                                | Qual. Mondiali 2006                                                    | Tümer Metin                                                            | Cap: A.Ozalan                                                          |
| 12-11-2005                                                             | Berna                                                                  | Svizzera                                                               | 2 – 0                                                                  | Turchia                                                                | Qual. Mondiali 2006                                                    | -                                                                      | Cap: H.Sükür                                                           |
| 16-11-2005                                                             | Istanbul                                                               | Turchia                                                                | 4 – 2                                                                  | Svizzera                                                               | Qual. Mondiali 2006                                                    | 3 Tuncay Sanli Necati Ates (rig.)                                      | Cap: H.Sükür                                                           |
| 1-3-2006                                                               | Smirne                                                                 | Turchia                                                                | 2 – 2                                                                  | Rep. Ceca                                                              | Amichevole                                                             | 2 Ümit Karan                                                           | Cap: R.Recber                                                          |
| 12-4-2006                                                              | Baku                                                                   | Azerbaigian                                                            | 1 – 1                                                                  | Turchia                                                                | Amichevole                                                             | Hasan Kabze                                                            | Cap: S.Sahin                                                           |
| 24-5-2006                                                              | Genk                                                                   | Belgio                                                                 | 3 – 3                                                                  | Turchia                                                                | Amichevole                                                             | Necati Ates Hasan Kabze Tuncay Sanli                                   | Cap: R.Recber                                                          |
| 26-5-2006                                                              | Mülheim an der Ruhr                                                    | Turchia                                                                | 1 – 1                                                                  | Ghana                                                                  | Amichevole                                                             | Nihat Kahveci                                                          | Cap: N.Kahveci                                                         |
| 28-5-2006                                                              | Amburgo                                                                | Turchia                                                                | 1 – 1                                                                  | Estonia                                                                | Amichevole                                                             | Gökhan Ünal                                                            | Cap: R.Recber                                                          |
| 31-5-2006                                                              | Offenbach am Main                                                      | Turchia                                                                | 1 – 0                                                                  | Arabia Saudita                                                         | Amichevole                                                             | Necati Ates                                                            | Cap: N.Kahveci                                                         |
| 2-6-2006                                                               | Sittard                                                                | Turchia                                                                | 3 – 2                                                                  | Angola                                                                 | Amichevole                                                             | Necati Ates Nihat Kahveci Halil Altintop                               | Cap: R.Recber                                                          |
| 4-6-2006                                                               | Velbert                                                                | Macedonia                                                              | 1 – 0                                                                  | Turchia                                                                | Amichevole                                                             | -                                                                      | Cap: R.Recber                                                          |
| 16-8-2006                                                              | Lussemburgo                                                            | Lussemburgo                                                            | 0 – 1                                                                  | Turchia                                                                | Amichevole                                                             | Fatih Tekke                                                            | Cap: R.Recber                                                          |
| 6-9-2006                                                               | Francoforte sul Meno                                                   | Turchia                                                                | 2 – 0                                                                  | Malta                                                                  | Qual. Euro 2008                                                        | Nihat Kahveci Tümer Metin                                              | Cap: H.Sükür                                                           |
| 7-10-2006                                                              | Budapest                                                               | Ungheria                                                               | 0 – 1                                                                  | Turchia                                                                | Qual. Euro 2008                                                        | Tuncay Sanli                                                           | Cap: H.Sükür                                                           |
| 11-10-2006                                                             | Francoforte sul Meno                                                   | Turchia                                                                | 5 – 0                                                                  | Moldavia                                                               | Qual. Euro 2008                                                        | 4 Hakan Sükür 1 (rig.) Tuncay Sanli                                    | Cap: H.Sükür                                                           |
| 15-11-2006                                                             | Bergamo                                                                | Italia                                                                 | 1 – 1                                                                  | Turchia                                                                | Amichevole                                                             | autorete                                                               | Cap: H.Sükür                                                           |
| 7-2-2007                                                               | Tblisi                                                                 | Georgia                                                                | 1 – 0                                                                  | Turchia                                                                | Amichevole                                                             | -                                                                      | Cap: T.Kerimoglu                                                       |
| 24-3-2007                                                              | Il Pireo                                                               | Grecia                                                                 | 1 – 4                                                                  | Turchia                                                                | Qual. Euro 2008                                                        | Tuncay Sanli Gökhan Ünal Tümer Metin Gökdeniz Karadeniz                | Cap: H.Sükür                                                           |
| 28-3-2007                                                              | Francoforte sul Meno                                                   | Turchia                                                                | 2 – 2                                                                  | Norvegia                                                               | Qual. Euro 2008                                                        | 2 Hamit Altintop 1 (rig.)                                              | Cap: H.Sükür                                                           |
| 2-6-2007                                                               | Sarajevo                                                               | Bosnia ed Erzegovina                                                   | 3 – 2                                                                  | Turchia                                                                | Qual. Euro 2008                                                        | Hakan Sükür Sabri Sarioglu                                             | Cap: H.Sükür                                                           |
| 5-6-2007                                                               | Dortmund                                                               | Turchia                                                                | 0 – 0                                                                  | Brasile                                                                | Amichevole                                                             | -                                                                      | Cap: T.Kerimoglu                                                       |
| 22-8-2007                                                              | Bucarest                                                               | Romania                                                                | 2 – 0                                                                  | Turchia                                                                | Amichevole                                                             | -                                                                      | Cap: Emre                                                              |
| 8-9-2007                                                               | Attard                                                                 | Malta                                                                  | 2 – 2                                                                  | Turchia                                                                | Qual. Euro 2008                                                        | Halil Altintop Servet Cetin                                            | Cap: H.Sükür                                                           |
| 12-9-2007                                                              | Istanbul                                                               | Turchia                                                                | 3 – 0                                                                  | Ungheria                                                               | Qual. Euro 2008                                                        | Gökhan Ünal Mehmet Aurélio Halil Altintop                              | Cap: N.Kahveci                                                         |
| 13-10-2007                                                             | Chișinău                                                               | Moldavia                                                               | 1 – 1                                                                  | Turchia                                                                | Qual. Euro 2008                                                        | Ümit Karan                                                             | Cap: Emre                                                              |
| 17-10-2007                                                             | Istanbul                                                               | Turchia                                                                | 0 – 1                                                                  | Grecia                                                                 | Qual. Euro 2008                                                        | -                                                                      | Cap: Emre                                                              |
| 17-11-2007                                                             | Oslo                                                                   | Norvegia                                                               | 1 – 2                                                                  | Turchia                                                                | Qual. Euro 2008                                                        | Emre Belözoğlu Nihat Kahveci                                           | Cap: Emre                                                              |
| 21-11-2007                                                             | Istanbul                                                               | Turchia                                                                | 1 – 0                                                                  | Bosnia ed Erzegovina                                                   | Qual. Euro 2008                                                        | Nihat Kahveci                                                          | Cap: R.Recber                                                          |
| 6-2-2008                                                               | Istanbul                                                               | Turchia                                                                | 0 – 0                                                                  | Svezia                                                                 | Amichevole                                                             | -                                                                      | Cap: Emre                                                              |
| 26-3-2008                                                              | Barysaŭ                                                                | Bielorussia                                                            | 2 – 2                                                                  | Turchia                                                                | Amichevole                                                             | Tuncay Sanli Tümer Metin                                               | Cap: N.Kahveci                                                         |
| 20-5-2008                                                              | Bielefeld                                                              | Turchia                                                                | 1 – 0                                                                  | Slovacchia                                                             | Amichevole                                                             | Hakan Balta                                                            | Cap: R.Recber                                                          |
| 25-5-2008                                                              | Bochum                                                                 | Turchia                                                                | 2 – 3                                                                  | Uruguay                                                                | Amichevole                                                             | Arda Turan Nihat Kahveci                                               | Cap: Emre                                                              |
| 29-5-2008                                                              | Duisburg                                                               | Turchia                                                                | 2 – 0                                                                  | Finlandia                                                              | Amichevole                                                             | Tuncay Sanli Semih Sentürk                                             | Cap: Emre                                                              |
| 7-6-2008                                                               | Genf                                                                   | Portogallo                                                             | 2 – 0                                                                  | Turchia                                                                | Euro 2008 - 1º turno                                                   | -                                                                      | Cap: Emre                                                              |
| 11-6-2008                                                              | Basilea                                                                | Svizzera                                                               | 1 – 2                                                                  | Turchia                                                                | Euro 2008 - 1º turno                                                   | Semih Sentürk Arda Turan                                               | Cap: H.Altintop                                                        |
| 15-6-2008                                                              | Genf                                                                   | Turchia                                                                | 3 – 2                                                                  | Rep. Ceca                                                              | Euro 2008 - 1º turno                                                   | Arda Turan 2 Nihat Kahveci                                             | Cap: H.Altintop                                                        |
| 20-6-2008                                                              | Vienna                                                                 | Croazia                                                                | 1 – 1 dts (1 - 3 dtr)                                                  | Turchia                                                                | Euro 2008 - Quarti di finale                                           | Semih Sentürk                                                          | Cap: N.Kahveci                                                         |
| 25-6-2008                                                              | Basilea                                                                | Germania                                                               | 3 – 2                                                                  | Turchia                                                                | Euro 2008 - Semifinale                                                 | Ugur Boral Semih Sentürk                                               | Cap: R.Recber                                                          |
| 20-8-2008                                                              | Kocaeli                                                                | Turchia                                                                | 1 – 0                                                                  | Cile                                                                   | Amichevole                                                             | Halil Altintop                                                         | Cap: T.Sanli                                                           |
| 6-9-2008                                                               | Erevan                                                                 | Armenia                                                                | 0 – 2                                                                  | Turchia                                                                | Qual. Mondiali 2010                                                    | Tuncay Sanli Semih Sentürk                                             | Cap: Emre                                                              |
| 10-9-2008                                                              | Istanbul                                                               | Turchia                                                                | 1 – 1                                                                  | Belgio                                                                 | Qual. Mondiali 2010                                                    | Emre Belözoğlu (rig.)                                                  | Cap: Emre                                                              |
| 11-10-2008                                                             | Istanbul                                                               | Turchia                                                                | 2 – 1                                                                  | Bosnia ed Erzegovina                                                   | Qual. Mondiali 2010                                                    | Sabri Sarioglu Mevlüt Erdinç                                           | Cap: S.Cetin                                                           |
| 15-10-2008                                                             | Tallinn                                                                | Estonia                                                                | 0 – 0                                                                  | Turchia                                                                | Qual. Mondiali 2010                                                    | -                                                                      | Cap: S.Cetin                                                           |
| 19-11-2008                                                             | Vienna                                                                 | Austria                                                                | 2 – 4                                                                  | Turchia                                                                | Amichevole                                                             | Mehmet Aurélio 3 Tuncay Sanli                                          | Cap: T.Sanli                                                           |
| 11-2-2009                                                              | Smirne                                                                 | Turchia                                                                | 1 – 1                                                                  | Costa d'Avorio                                                         | Amichevole                                                             | Gökhan Ünal                                                            | Cap: T.Sanli                                                           |
| 28-3-2009                                                              | Madrid                                                                 | Spagna                                                                 | 1 – 0                                                                  | Turchia                                                                | Qual. Mondiali 2010                                                    | -                                                                      | Cap: N.Kahveci                                                         |
| 1-4-2009                                                               | Istanbul                                                               | Turchia                                                                | 1 – 2                                                                  | Spagna                                                                 | Qual. Mondiali 2010                                                    | Semih Sentürk                                                          | Cap: T.Sanli                                                           |
| 2-6-2009                                                               | Kayseri                                                                | Turchia                                                                | 2 – 0                                                                  | Azerbaigian                                                            | Amichevole                                                             | Halil Altintop İbrahim Üzülmez                                         | Cap: T.Sanli                                                           |
| 5-6-2009                                                               | Lione                                                                  | Francia                                                                | 1 – 0                                                                  | Turchia                                                                | Amichevole                                                             | -                                                                      | Cap: T.Sanli                                                           |
| 12-8-2009                                                              | Kiev                                                                   | Ucraina                                                                | 0 – 3                                                                  | Turchia                                                                | Amichevole                                                             | Tuncay Sanli Servet Cetin Hamit Altintop                               | Cap: T.Sanli                                                           |
| 5-9-2009                                                               | Kayseri                                                                | Turchia                                                                | 4 – 2                                                                  | Estonia                                                                | Qual. Mondiali 2010                                                    | 2 Tuncay Sanli Sercan Yildirim Arda Turan                              | Cap: T.Sanli                                                           |
| 9-9-2009                                                               | Zenica                                                                 | Bosnia ed Erzegovina                                                   | 1 – 1                                                                  | Turchia                                                                | Qual. Mondiali 2010                                                    | Emre Belözoğlu                                                         | Cap: T.Sanli                                                           |
| 10-10-2009                                                             | Bruxelles                                                              | Belgio                                                                 | 2 – 0                                                                  | Turchia                                                                | Qual. Mondiali 2010                                                    | -                                                                      | Cap: N.Sahin                                                           |
| 14-10-2009                                                             | Bursa                                                                  | Turchia                                                                | 2 – 0                                                                  | Armenia                                                                | Qual. Mondiali 2010                                                    | Halil Altintop Servet Cetin                                            | Cap: T.Sanli                                                           |
| 6-9-2013                                                               | Kayseri                                                                | Turchia                                                                | 5 – 0                                                                  | Andorra                                                                | Qual. Mondiali 2014                                                    | 3 Umut Bulut Burak Yilmaz Arda Turan                                   | Cap: A.Turan                                                           |
| 10-9-2013                                                              | Bucarest                                                               | Romania                                                                | 0 – 2                                                                  | Turchia                                                                | Qual. Mondiali 2014                                                    | Burak Yilmaz Mevlüt Erdinç                                             | Cap: A.Turan                                                           |
| 11-10-2013                                                             | Tallinn                                                                | Estonia                                                                | 0 – 2                                                                  | Turchia                                                                | Qual. Mondiali 2014                                                    | Umut Bulut Burak Yilmaz                                                | Cap: A.Turan                                                           |
| 15-10-2013                                                             | Istanbul                                                               | Turchia                                                                | 0 – 2                                                                  | Paesi Bassi                                                            | Qual. Mondiali 2014                                                    | -                                                                      | Cap: A.Turan                                                           |
| 15-11-2013                                                             | Adana                                                                  | Turchia                                                                | 1 – 0                                                                  | Irlanda del Nord                                                       | Amichevole                                                             | Mevlüt Erdinç                                                          | Cap: A.Turan                                                           |
| 19-11-2013                                                             | Mersin                                                                 | Turchia                                                                | 2 – 1                                                                  | Bielorussia                                                            | Amichevole                                                             | Umut Bulut Burak Yilmaz                                                | Cap: A.Turan                                                           |
| 5-3-2014                                                               | Istanbul                                                               | Turchia                                                                | 2 – 1                                                                  | Svezia                                                                 | Amichevole                                                             | Mevlüt Erdinç Olcan Adin                                               | Cap: A.Turan                                                           |
| 25-5-2014                                                              | Dublino                                                                | Irlanda                                                                | 1 – 2                                                                  | Turchia                                                                | Amichevole                                                             | Ahmet İlhan Özek Tarik Camdal                                          | Cap: N.Sahin                                                           |
| 30-5-2014                                                              | Washington                                                             | Honduras                                                               | 0 – 2                                                                  | Turchia                                                                | Amichevole                                                             | Mevlüt Erdinç Caner Erkin                                              | Cap: H.Balta                                                           |
| 1-6-2014                                                               | Harrison                                                               | Stati Uniti                                                            | 2 – 1                                                                  | Turchia                                                                | Amichevole                                                             | Selcuk Inan (rig.)                                                     | Cap: N.Sahin                                                           |
| 3-9-2014                                                               | Odense                                                                 | Danimarca                                                              | 1 – 2                                                                  | Turchia                                                                | Amichevole                                                             | Olcay Sahan Ozan Tufan                                                 | Cap: G.Gonul                                                           |
| 9-9-2014                                                               | Reykjavík                                                              | Islanda                                                                | 3 – 0                                                                  | Turchia                                                                | Qual. Euro 2016                                                        | -                                                                      | Cap: Emre                                                              |
| 10-10-2014                                                             | Istanbul                                                               | Turchia                                                                | 1 – 2                                                                  | Rep. Ceca                                                              | Qual. Euro 2016                                                        | Umut Bulut                                                             | Cap: A.Turan                                                           |
| 13-10-2014                                                             | Riga                                                                   | Lettonia                                                               | 1 – 1                                                                  | Turchia                                                                | Qual. Euro 2016                                                        | Bilal Kisa                                                             | Cap: A.Turan                                                           |
| 12-11-2014                                                             | Istanbul                                                               | Turchia                                                                | 0 – 4                                                                  | Brasile                                                                | Amichevole                                                             | -                                                                      | Cap: H.Altintop                                                        |
| 16-11-2014                                                             | Istanbul                                                               | Turchia                                                                | 3 – 1                                                                  | Kazakistan                                                             | Qual. Euro 2016                                                        | 2 Burak Yilmaz 1 (rig.) Serdar Aziz                                    | Cap: A.Turan                                                           |
| 28-3-2015                                                              | Amsterdam                                                              | Paesi Bassi                                                            | 1 – 1                                                                  | Turchia                                                                | Qual. Euro 2016                                                        | Burak Yilmaz                                                           | Cap: G.Gonul                                                           |
| 31-3-2015                                                              | Lussemburgo                                                            | Lussemburgo                                                            | 1 – 2                                                                  | Turchia                                                                | Amichevole                                                             | Mevlüt Erdinç Hakan Calhanoglu                                         | Cap: A.Turan                                                           |
| 8-6-2015                                                               | Istanbul                                                               | Turchia                                                                | 4 – 0                                                                  | Bulgaria                                                               | Amichevole                                                             | 2 Hakan Calhanoglu 2 Burak Yilmaz                                      | Cap: A.Turan                                                           |
| 12-6-2015                                                              | Almaty                                                                 | Kazakistan                                                             | 0 – 1                                                                  | Turchia                                                                | Qual. Euro 2016                                                        | Arda Turan                                                             | Cap: A.Turan                                                           |
| 3-9-2015                                                               | Istanbul                                                               | Turchia                                                                | 1 – 0                                                                  | Lettonia                                                               | Qual. Euro 2016                                                        | Selcuk Inan                                                            | Cap: A.Turan                                                           |
| 6-9-2015                                                               | Istanbul                                                               | Turchia                                                                | 3 – 0                                                                  | Paesi Bassi                                                            | Qual. Euro 2016                                                        | Oğuzhan Özyakup Arda Turan Burak Yilmaz                                | Cap: A.Turan                                                           |
| 10-10-2015                                                             | Praga                                                                  | Rep. Ceca                                                              | 0 – 2                                                                  | Turchia                                                                | Qual. Euro 2016                                                        | Selcuk Inan (rig.) Hakan Calhanoglu                                    | Cap: A.Turan                                                           |
| 13-10-2015                                                             | Istanbul                                                               | Turchia                                                                | 1 – 0                                                                  | Islanda                                                                | Qual. Euro 2016                                                        | Selcuk Inan                                                            | Cap: A.Turan                                                           |
| 13-11-2015                                                             | Doha                                                                   | Qatar                                                                  | 1 – 2                                                                  | Turchia                                                                | Amichevole                                                             | Arda Turan Cenk Tosun                                                  | Cap: A.Turan                                                           |
| 17-11-2015                                                             | Istanbul                                                               | Turchia                                                                | 3 – 0 tav                                                              | Grecia                                                                 | Amichevole                                                             | -                                                                      | Cap: A.Turan                                                           |
| 24-3-2016                                                              | Adalia                                                                 | Turchia                                                                | 2 – 1                                                                  | Svezia                                                                 | Amichevole                                                             | 2 Cenk Tosun                                                           | Cap: A.Turan                                                           |
| 29-3-2016                                                              | Vienna                                                                 | Australia                                                              | 1 – 2                                                                  | Turchia                                                                | Amichevole                                                             | Hakan Calhanoglu Arda Turan                                            | Cap: A.Turan                                                           |
| 22-5-2016                                                              | Manchester                                                             | Inghilterra                                                            | 2 – 1                                                                  | Turchia                                                                | Amichevole                                                             | Hakan Calhanoglu                                                       | Cap: M.Topal                                                           |
| 29-5-2016                                                              | Ankara                                                                 | Turchia                                                                | 1 – 0                                                                  | Montenegro                                                             | Amichevole                                                             | Mehmet Topal                                                           | Cap: A.Turan                                                           |
| 5-6-2016                                                               | Lubiana                                                                | Slovenia                                                               | 0 – 1                                                                  | Turchia                                                                | Amichevole                                                             | Burak Yilmaz                                                           | Cap: A.Turan                                                           |
| 12-6-2016                                                              | Parigi                                                                 | Turchia                                                                | 0 – 1                                                                  | Croazia                                                                | Euro 2016 - 1º turno                                                   | -                                                                      | Cap: A.Turan                                                           |
| 17-6-2016                                                              | Nizza                                                                  | Spagna                                                                 | 3 – 0                                                                  | Turchia                                                                | Euro 2016 - 1º turno                                                   | -                                                                      | Cap: A.Turan                                                           |
| 21-6-2016                                                              | Lens                                                                   | Rep. Ceca                                                              | 0 – 2                                                                  | Turchia                                                                | Euro 2016 - 1º turno                                                   | Burak Yilmaz Ozan Tufan                                                | Cap: A.Turan                                                           |
| 31-8-2016                                                              | Adalia                                                                 | Turchia                                                                | 0 – 0                                                                  | Russia                                                                 | Amichevole                                                             | -                                                                      | Cap: M.Topal                                                           |
| 5-9-2016                                                               | Zagabria                                                               | Croazia                                                                | 1 – 1                                                                  | Turchia                                                                | Qual. Mondiali 2018                                                    | Hakan Calhanoglu                                                       | Cap: M.Topal                                                           |
| 6-10-2016                                                              | Konya                                                                  | Turchia                                                                | 2 – 2                                                                  | Ucraina                                                                | Qual. Mondiali 2018                                                    | Ozan Tufan Hakan Calhanoglu (rig.)                                     | Cap: M.Topal                                                           |
| 9-10-2016                                                              | Reykjavík                                                              | Islanda                                                                | 2 – 0                                                                  | Turchia                                                                | Qual. Mondiali 2018                                                    | -                                                                      | Cap: M.Topal                                                           |
| 12-11-2016                                                             | Adalia                                                                 | Turchia                                                                | 2 – 0                                                                  | Kosovo                                                                 | Qual. Mondiali 2018                                                    | Burak Yilmaz Volkan Sen                                                | Cap: A.Turan                                                           |
| 24-3-2017                                                              | Adalia                                                                 | Turchia                                                                | 2 – 0                                                                  | Finlandia                                                              | Qual. Mondiali 2018                                                    | 2 Cenk Tosun                                                           | Cap: A.Turan                                                           |
| 27-3-2017                                                              | Istanbul                                                               | Turchia                                                                | 3 – 1                                                                  | Moldavia                                                               | Amichevole                                                             | Emre Mor Ahmet Calik Cengiz Ünder                                      | Cap: O.Ozyakup                                                         |
| 5-6-2017                                                               | Skopje                                                                 | Macedonia                                                              | 0 – 0                                                                  | Turchia                                                                | Amichevole                                                             | -                                                                      | Cap: A.Turan                                                           |
| 11-6-2017                                                              | Scutari                                                                | Kosovo                                                                 | 1 – 4                                                                  | Turchia                                                                | Qual. Mondiali 2018                                                    | Volkan Sen Cengiz Ünder Burak Yilmaz Ozan Tufan                        | Cap: M.Topal                                                           |
| Totale                                                                 |                                                                        | Presenze                                                               | 135                                                                    |                                                                        | Reti                                                                   | 202                                                                    |                                                                        |

## Palmarès

### Giocatore

#### Competizioni nazionali
- Coppa di Turchia: 3

Galatasaray: 1975-1976, 1981-1982, 1984-1985
- Supercoppa di Turchia: 1

Galatasaray: 1982
- Coppa del Primo ministro: 1

Galatasaray: 1978-1979

### Allenatore

#### Competizioni nazionali
- Campionato turco: 8  (record)

Galatasaray: 1996-1997, 1997-1998, 1998-1999, 1999-2000, 2011-2012, 2012-2013, 2017-2018, 2018-2019
- Coppa di Turchia: 3  (record condiviso con Ahmet Suat Özyazıcı, Gündüz Kılıç, e Aykut Kocaman)

Galatasaray: 1998-1999, 1999-2000, 2018-2019
- Supercoppa di Turchia: 5  (record condiviso con Ahmet Suat Özyazıcı)

Galatasaray: 1996, 1997, 2012, 2013, 2019

#### Competizioni internazionali
- Coppa UEFA: 1

Galatasaray: 1999-2000